# Forêt de Boscodon
Pour les articles homonymes, voir Boscodon.
La forêt de Boscodon est une forêt domaniale de France située dans le sud-ouest du massif du Parpaillon, dans les Alpes françaises, sur la commune de Crots (Hautes-Alpes).

## Toponymie
Boscodon est issu de l'occitan bòsc « forêt » (ou « espace boisé ») suivi d’un élément indéterminé.

## Géographie
La forêt occupe la rive gauche du torrent de Boscodon qui forme un vallon étroit et raviné descendant d'une crête reliant le mont Pouzenc (altitude 2 898 mètres) au pic de Morgon (2 332 mètres), pour se jeter dans la retenue de Serre-Ponçon sur la Durance, à 780 mètres d'altitude. Elle s'étend au-dessus de l'abbaye Notre-Dame de Boscodon, couvrant les flancs du pic de Charance (altitude 2 316 mètres), entre le torrent du Colombier et le torrent de Bragousse, affluents du Boscodon. Cette forêt a la particularité d'être composée en majorité de sapins, alors que la plupart des bois et forêts environnants sont composés essentiellement de pins et de mélèzes.
On y accède depuis la route Gap - Briançon (route nationale 94), entre Savines-le-lac et Embrun, par la route départementale 568, qui remonte le long du torrent de Boscodon jusqu'à l'abbaye Notre-Dame de Boscodon, à 1 150 mètres d'altitude.

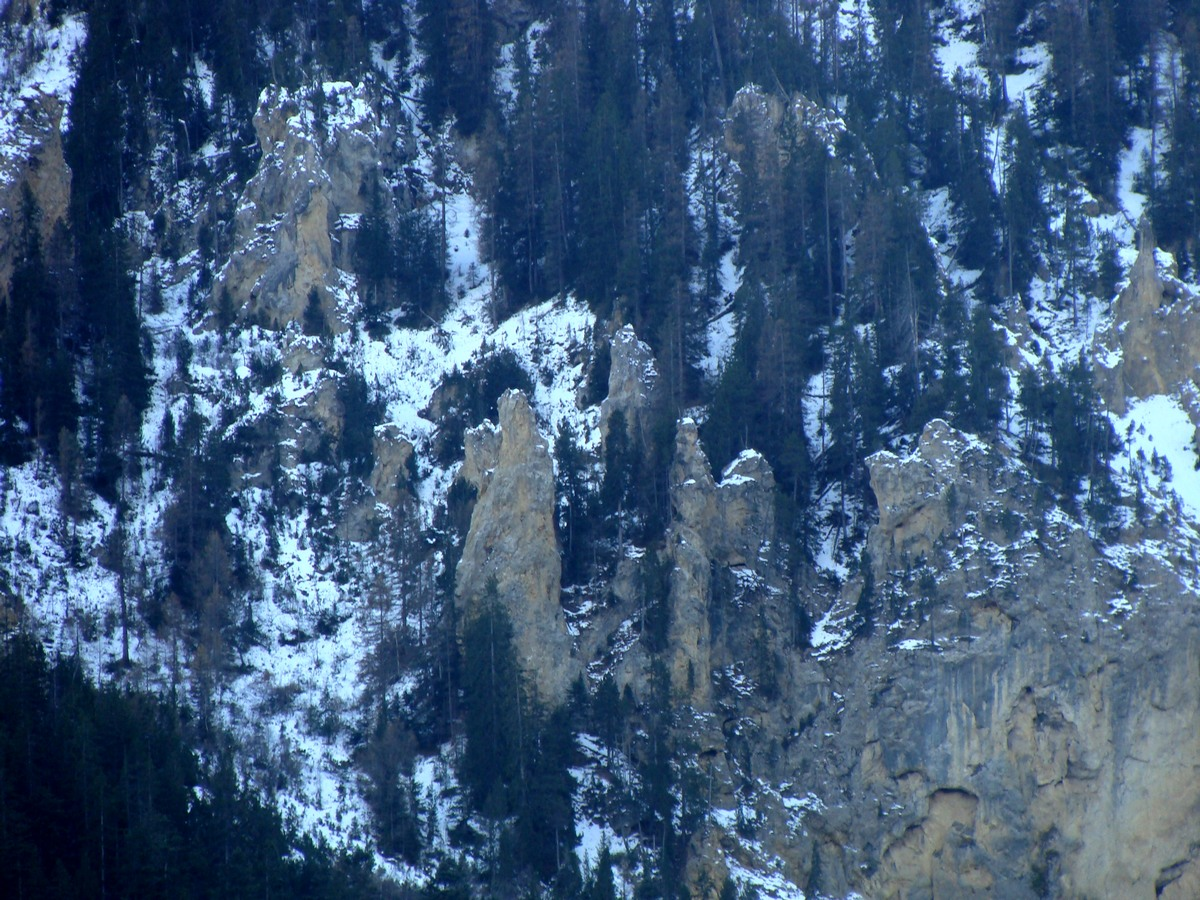
Les cargneules de Bragousse.
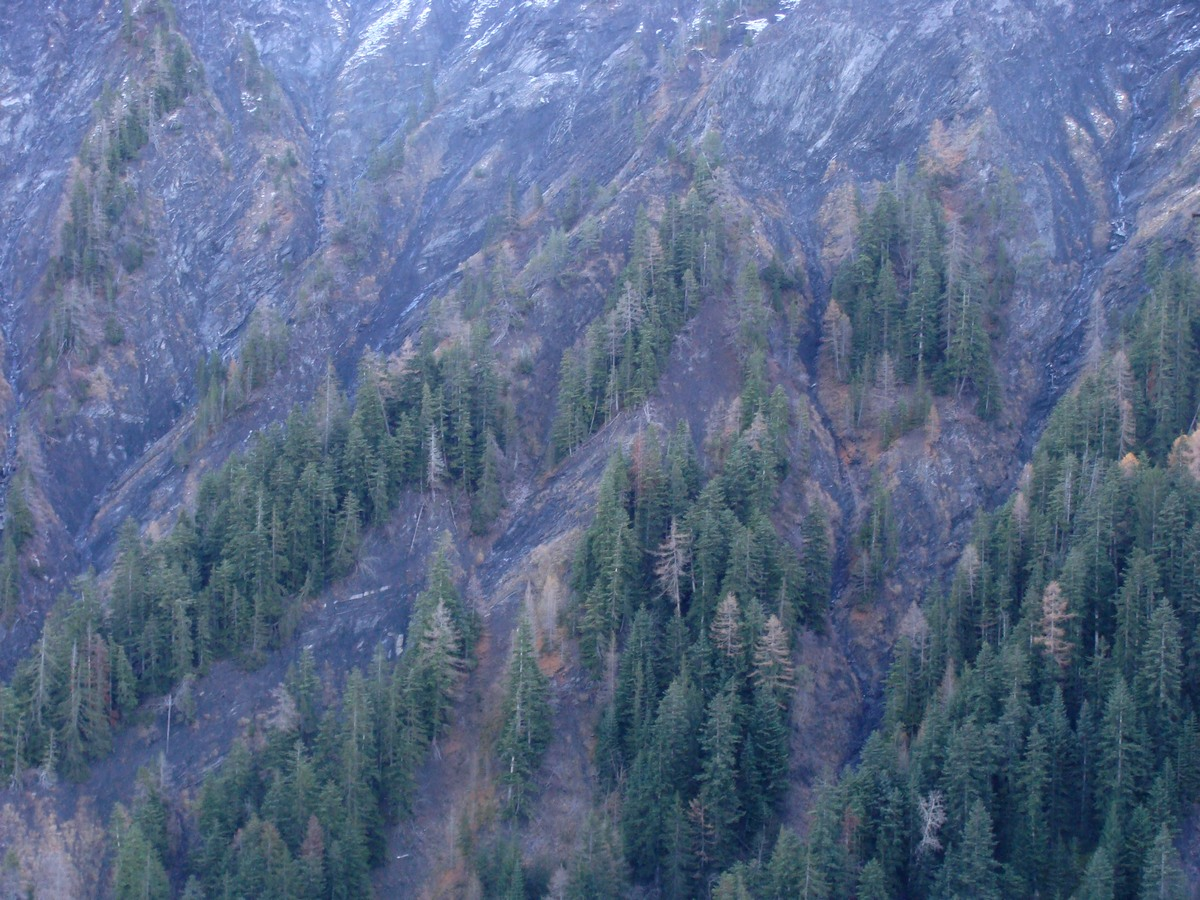
Marnes noires sur les flancs du Gros Ferrand.

## Histoire

### Fait divers: « les disparus de Boscodon »
Depuis 1995, la forêt de Boscodon et sa voisine la forêt de Morgon ont été le théâtre de six disparitions de personnes. Les corps de cinq d'entre elles ont été retrouvés, :
- le 18 juillet 1995, Lucie Manca-Crez disparaît alors qu'elle effectue une randonnée entre Crots et Savines-le-Lac dans un alpage du cirque du Morgon. Son  corps sans vie est retrouvé le lendemain par la gendarmerie ;
- le 2 juin 2015, Monique Thibert, âgée de 65 ans, disparaît alors qu'elle effectue une randonnée dans le secteur du pic de Morgon ;
- le 25 décembre 2016, Marie-Christine Camus, 62 ans, disparaît entre Crots et Savines-le-Lac ; ses ossements sont retrouvés le 12 juillet 2021[3] ;
- le 2 juin 2018, Nick, un SDF d'origine allemande d'une trentaine d'années disparaît. Son corps est retrouvé par la gendarmerie trois jours plus tard ;
- le 26 octobre 2020, Cédric Delahaie, âgé de 41 ans, disparaît dans le cirque du Morgon. En juillet 2021, des ossements retrouvés sont identifiés comme lui appartenant[4] ;
- le 26 novembre 2020, Laurence Bouilly, épouse Klamm, 60 ans, disparaît après avoir quitté à pied son domicile de Crots. Des ossements retrouvés le 19 juillet 2021 sont identifiés comme étant les siens[3].

En décembre 2020, le procureur de la République de Gap indique qu'il n'existe qu'une seule information judiciaire ouverte et elle concerne la disparition de Marie-Christine Camus en 2016.

## Activités

### Tourisme
L'Office national des forêts, qui gère la forêt de Boscodon, a, par ses aménagements, rendu cet espace naturel particulièrement accueillant : la route forestière de la Fontaine de l'ours, route carrossable qui relaie la départementale au-delà de l'abbaye, comporte plusieurs panneaux d'information sur le site, des panneaux descriptifs des espèces de la végétation locale, un balisage soigneux des sentiers avoisinants, de nombreuses aires de détente pour les visiteurs (tables et bancs rustiques, avec foyers aménagés), et deux belvédères aménagés sur des points de vue remarquables, le premier sur le vallon du Colombier et le second sur le cirque de Bragousse, véritable leçon de géologie à livre ouvert.
La route forestière monte à travers la forêt domaniale sur 5 kilomètres depuis l'abbaye, et aboutit à une esplanade nommée « Fontaine de l'ours », à 1 560 mètres d'altitude. Ce lieu doit son nom à une sorte de grotte aménagée autour d'une source — en fait une construction voûtée faite de pierres assemblées sans ciment, à la manière des bories provençales. La grotte est fermée par une grille, mais la source est parfaitement visible. L'eau y est captée et conduite à une véritable fontaine installée plus bas, et dont le bec verseur en bois a la forme d'une tête d'animal. Le nom de « fontaine de l'ours » a son origine dans une légende locale. On raconte qu'en l'an 605 Arey, évêque de Gap, revenant de rencontrer le pape à Rome, aurait vu l'un des bœufs de son attelage mis en fuite par un ours. Le prélat aurait alors intimé l'ordre à l'animal sauvage de se placer sous le joug à la place du bœuf disparu, et l'animal aurait obéi. Une fois arrivé à Gap, Arey aurait libéré l'ours, qui se serait retiré dans la montagne. Plusieurs siècles plus tard, lors de la fondation de l'abbaye de Boscodon, des restes d'un grand ours furent mis au jour près d'une source. La rumeur publique n'hésita pas à y reconnaître l'ours de saint Arey. Autour de la fontaine de l'ours est aménagé un espace de détente. On y a une vue plongeante sur la ville d'Embrun. C'est aussi le point d'arrivée ou de départ de nombreux sentiers de promenade dans la forêt : plusieurs sentiers balisés y montent depuis l'abbaye, et d'autres en partent vers les crêtes.

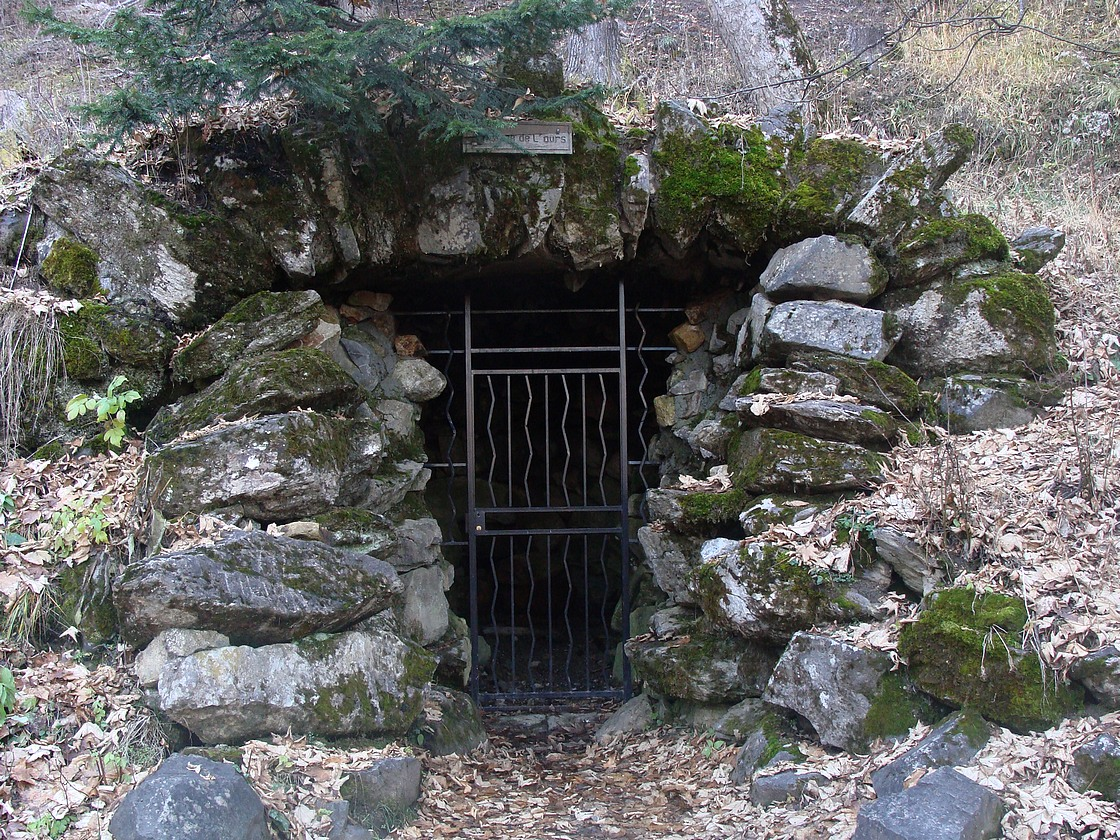
La grotte de la Fontaine de l'ours.
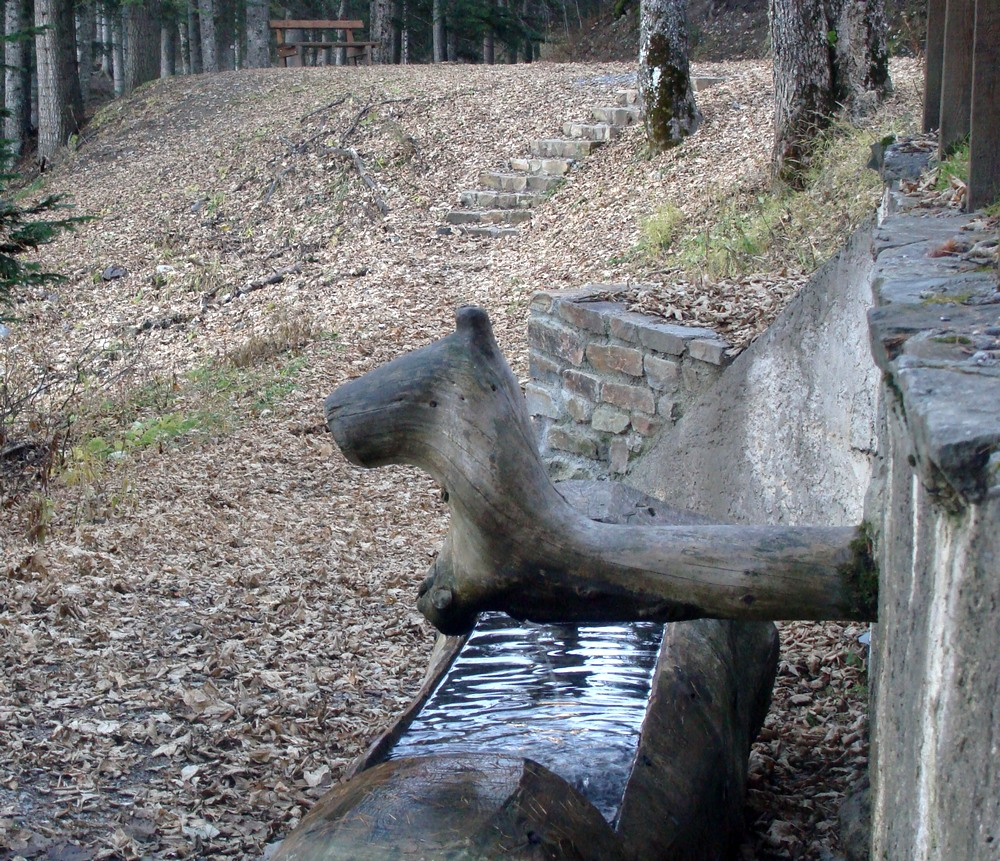
Fontaine au lieu-dit « Fontaine de l'ours ».
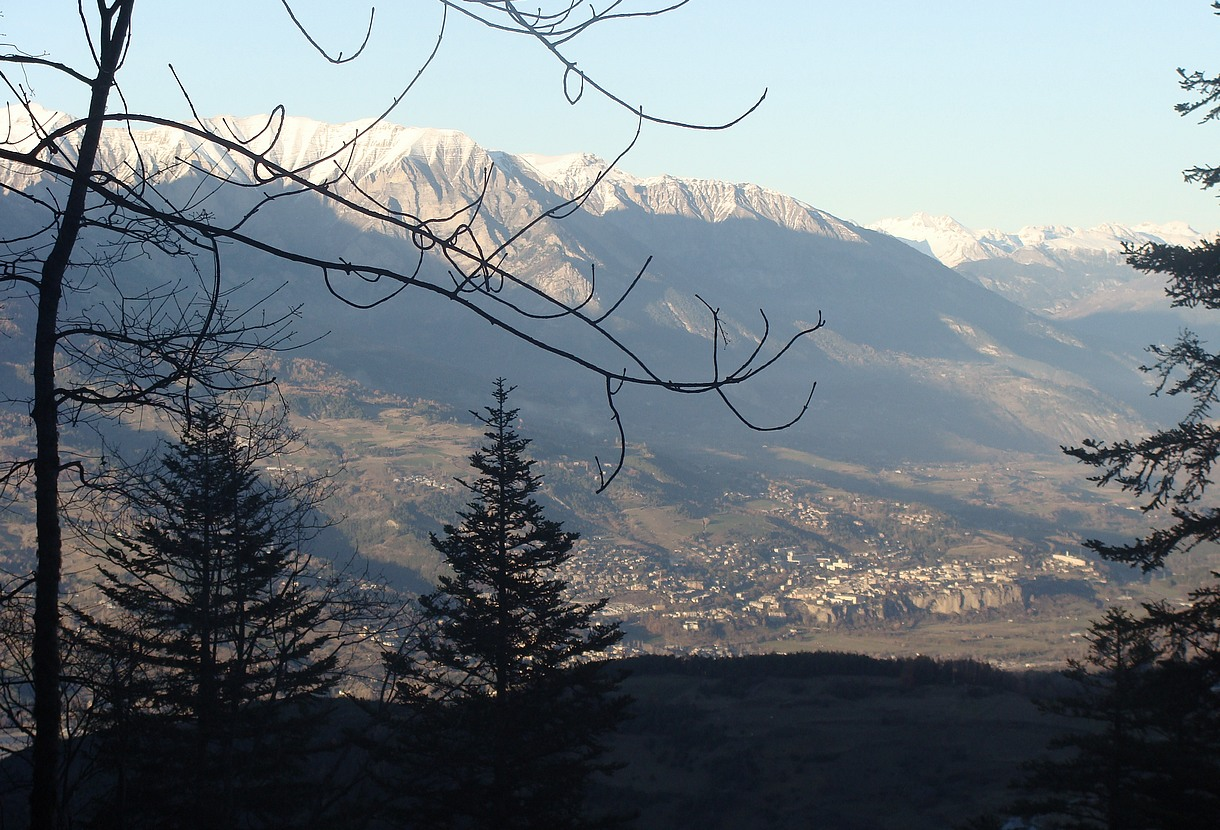
Le site d'Embrun vu depuis la fontaine de l'ours.
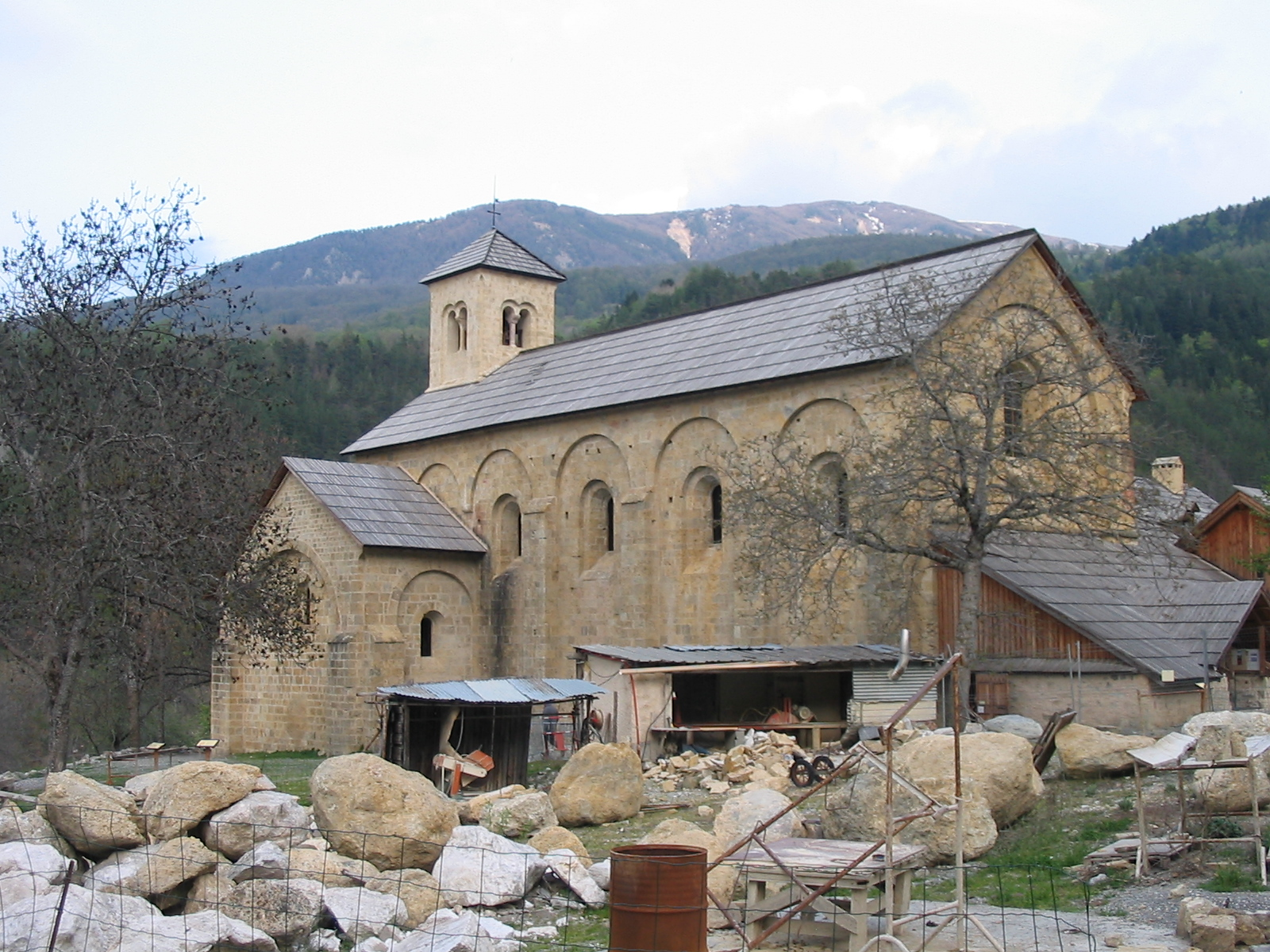
Abbaye de Boscodon.

### Protection environnementale
La forêt est située en totalité dans la zone d'adhésion du parc national des Écrins. Classée en zone Natura 2000, elle présente une grande richesse écologique. Le label « forêt d'exception » a été remis à la forêt domaniale de Boscodon le 27 novembre 2018 par Christian Dubreuil, directeur général de l'Office national des forêts.
Calonarius flavomirus, une espèce de champignon déterminée en 2022 après des premières observations en 2006, est identifiée dans la forêt.